# Chiesa della Madonna della Neve (Framura)
La chiesa della Madonna della Neve è un luogo di culto cattolico situato nella frazione di Anzo nel comune di Framura, in provincia della Spezia. La chiesa è sede della parrocchia omonima della diocesi della Spezia-Sarzana-Brugnato.

## Storia e descrizione

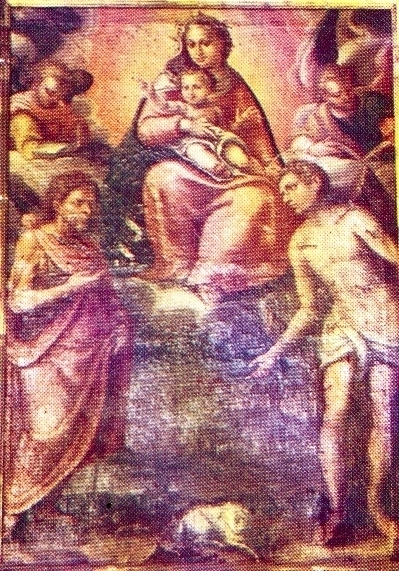
Madonna col Bambino e i santi Giovanni Battista e Sebastiano (XVII secolo).

Già antica cappella, conserva al suo interno diverse opere pittoriche come la tela della Madonna col Bambino e i santi Giovanni Battista e Sebastiano, databile al XVII secolo, un dipinto di Gesù Cristo con la Veronica, risalente al XVIII secolo, e un olio su tela ritraente Cristo alla Colonna, del Cinquecento probabilmente della scuola pittorica di Luca Cambiaso.